# Стопера, Билл
Уи́льям (Билл) Сто́пера (англ. William "Bill" Stopera; род. 13 августа 1968, Скенектади, Нью-Йорк) — американский кёрлингист и тренер по кёрлингу.
В составе команды США участник чемпионата мира среди мужчин 2012. Чемпион США среди мужчин (2012).
В «классическом» кёрлинге (команда из четырёх человек одного пола) в основном играет на позиции третьего.
По состоянию на 2016—2020, входит в состав Совета директоров (англ. Board of Directors) Ассоциации кёрлинга США (англ. en:United States Curling Association) как представитель Совета спортсменов (англ. Athletes Advisory Council, AAC).

## Достижения
- Чемпионат США по кёрлингу среди мужчин: золото (2012).
- Американский олимпийский отбор по кёрлингу: бронза (2013).
- Чемпионат мира по кёрлингу среди ветеранов: серебро (2024), бронза (2025).
- Континентальный Кубок по кёрлингу (в составе команды Северной Америки): золото (2013).

## Команды
| Сезон   | Четвёртый     | Третий          | Второй         | Первый       | Запасной                                 | Турниры                         |
| ------- | ------------- | --------------- | -------------- | ------------ | ---------------------------------------- | ------------------------------- |
| 2005—06 | Gert Messing  | Grant Zolkavich | Michael Murphy | Билл Стопера |                                          |                                 |
| 2006—07 | Билл Стопера  | Gert Messing    | Peter Austin   | Ted Graves   | George Austin                            |                                 |
| 2008—09 | Мэтт Хэймс    | Matt Mielke     | Билл Стопера   | Дин Геммелл  |                                          |                                 |
| 2009—10 | Мэтт Хэймс    | Билл Стопера    | Мартин Сатер   | Дин Геммелл  |                                          | ЧСШАМ 2010 (4 место)            |
| 2010—11 | Хит Маккормик | Билл Стопера    | Мартин Сатер   | Дин Геммелл  |                                          | ЧСШАМ 2011 (4 место)            |
| 2011—12 | Хит Маккормик | Билл Стопера    | Мартин Сатер   | Дин Геммелл  | Крейг Браун (ЧМ) тренер: Мэтт Хэймс (ЧМ) | ЧСШАМ 2012 · ЧМ 2012 (8 место)  |
| 2012—13 | Хит Маккормик | Билл Стопера    | Мартин Сатер   | Дин Геммелл  |                                          | ККК 2013 · ЧСШАМ 2013 (4 место) |
| 2013—14 | Хит Маккормик | Билл Стопера    | Дин Геммелл    | Мартин Сатер |                                          | АООК 2013                       |
| 2013—14 | Тайлер Джордж | Билл Стопера    | Дин Геммелл    | Мартин Сатер |                                          | ЧСШАМ 2014 (6 место)            |
| 2014—15 | Дин Геммелл   | Билл Стопера    | Кельвин Вебер  | Мартин Сатер |                                          |                                 |
| 2014—15 | Дин Геммелл   | Билл Стопера    | Мартин Сатер   | Mark Lazar   |                                          | ЧСШАМ 2015 (5 место)            |
| 2015—16 | Хит Маккормик | Билл Стопера    | Дин Геммелл    | Mark Lazar   | Эндрю Стопера                            | ЧСШАМ 2016 (10 место)           |
| 2016—17 | Билл Стопера  | Дин Геммелл     |                | Mark Lazar   |                                          |                                 |
| 2017—18 | Билл Стопера  | Дин Геммелл     | Michael Moore  | Mark Lazar   |                                          |                                 |
| 2018—19 | Крейг Браун   | Билл Стопера    | Дин Геммелл    | Mark Lazar   |                                          |                                 |
| 2023—24 | Mike Farbelow | Рич Руохонен    | Билл Стопера   | Даррен Лето  | тренер: Пит Эннис                        | ЧМВ 2024                        |
| 2024—25 | Mike Farbelow | Рич Руохонен    | Билл Стопера   | Даррен Лето  | тренер: Пит Эннис                        | ЧМВ 2025                        |

(скипы выделены полужирным шрифтом)

## Результаты как тренера национальных сборных
| Год  | Турнир                  | Сборная           | Место |
| ---- | ----------------------- | ----------------- | ----- |
| 2019 | Зимняя Универсиада 2019 | США (юниоры муж.) | 8     |

## Частная жизнь
Женат, двое детей. Его сын Эндрю — тоже кёрлингист, трёхкратный чемпион США среди юниоров, вице-чемпион мира среди юниоров в 2017.
Закончил Северо-Восточный университет. Работает страховым брокером в компании Professional Group Marketing.
Начал заниматься кёрлингом в 1977, в возрасте 9 лет.